# Міллерово
Мі́ллерово (або Міллерове, рос. Ми́ллерово) — місто (з 1926) в Росії, адміністративний центр Міллеровського району Ростовської області. Великий автотранспортний і залізничний вузол. Населення — 38,0 тис. осіб (2005).
Місто розташоване на річці Глибока (басейн Дона), за 218 км від Ростова-на-Дону.
Міллерове засноване в 1786; після будівництва наприкінці XIX століття Ростово-Воронізько-Козловської залізниці селище стає важливим залізничним вузлом.
Статус міста — з 1926 р.

## Господарство
Заводи:
- сільськогосподарського машинобудування
- металургійного устаткування
- гумотехнічних виробів

Також:
- підприємства харчової промисловості (борошномельною, м'ясною, молочною, винарем, хлібозавод тощо)
- швейна фабрика
- меблева фабрика

## Відомі люди
У місті народився фізик, член-кореспондент НАН України Едвальд Абрамович Завадський (1927–2005).